# Замок Скарборо
Замок Скарборо (англ. Scarborough) знаходиться на півночі графства Йоркшир в Англії.

## Походження назви
Скарборо згадується в сагах вікінгів — в «Сазі про Кормака» (Kormakssaga) зустрічається назва Skarthborg і в «Сазі про оркнейців» (Orkneyingasaga) говориться про Skarthabork.
«Сага про Кормака» оповідає про те, як два брати-вікінга, Торгільс і Кормак, зробили набіг на Ірландію та Англію і заклали англійською узбережжі цитадель. У Торгільса було прізвисько «Заяча губа» — Skarthi. Друга частина назви, borough, тобто «невелике місто», походить від скандинавського слова borg («цитадель»); відповідно Скарборо — це цитадель Скарти.

## Історія замку
Замок було побудовано близько 1130 р. Вільгельмом Товстим, графом Омальскім. В середині XII ст. Скарборо захопив король Генріх II, який побудував донжон і перетворив замок на королівську резиденцію. Королі Іоанн Безземельний, Генріх III і Едуард Довгоногий також зводили додаткові споруди в замку. Близько 1312 р. Едуард II дарував замок своєму фавориту Пірсу Гавестону, графу Корнуельському. Гавестон був непопулярною особистістю в середовищі вищої знаті, тому незабаром Скарборо був обложений, а фаворит полонений баронами і відправлений в Оксфорд на страту.
Це була не остання облога в історії Скарборо. У 1538 р. замок був обложений сером Ральфом Еверс, під час повстання «Благодатного паломництва» — Робертом Еском, а в 1553 р., під час правління королеви Марії I, Скарборо захопив Томас Стаффорд.
У 1644 р., під час Англійської революції, комендант замку сер Х'ю Челмі прийняв сторону роялістів і незабаром був змушений захищати Скарборо, коли його обложили прихильники парламенту. В кінцевому підсумку «круглоголові» в 1645 р. взяли замок і призначили комендантом полковника Бойнтона. Однак Бойнтон незабаром перейшов на сторону роялістів, і в результаті в 1648 р. Скарборо був знову обложений і узятий армією Кромвеля.
Під час Другої світової війни замок був сильно пошкоджений німецькими бомбардувальниками.

## Інформація для відвідувачів
Замок відкритий протягом усього року за винятком різдвяних свят.
З квітня по вересень — щоденно з 10.00 до 18.00.З листопада по березень — щоденно, крім вівторка та середи з 10.00 до 16.00. Дорослий квиток: £ 3.20. Дитячий квиток: £ 1.60.